# 亀塚古墳群 (錦町)
亀塚古墳群（かめづかこふんぐん）は、熊本県球磨郡錦町西にある古墳群。1基が熊本県指定史跡に、1基が錦町指定史跡に指定されている。

## 概要
熊本県南部、九州山地から延びる台地の北縁に営造された古墳群で、前方後円墳3基で構成される。人吉・球磨地方では唯一の前方後円墳であり、熊本県の前方後円墳としては最南端に位置する。いずれも出土品が詳らかでないため、築造時期は明らかでない。
1号墳の古墳域は1976年（昭和51年）に熊本県指定史跡に指定され、2号墳の古墳域は1989年（平成元年）に錦町指定史跡に指定されている。

## 一覧

2号墳
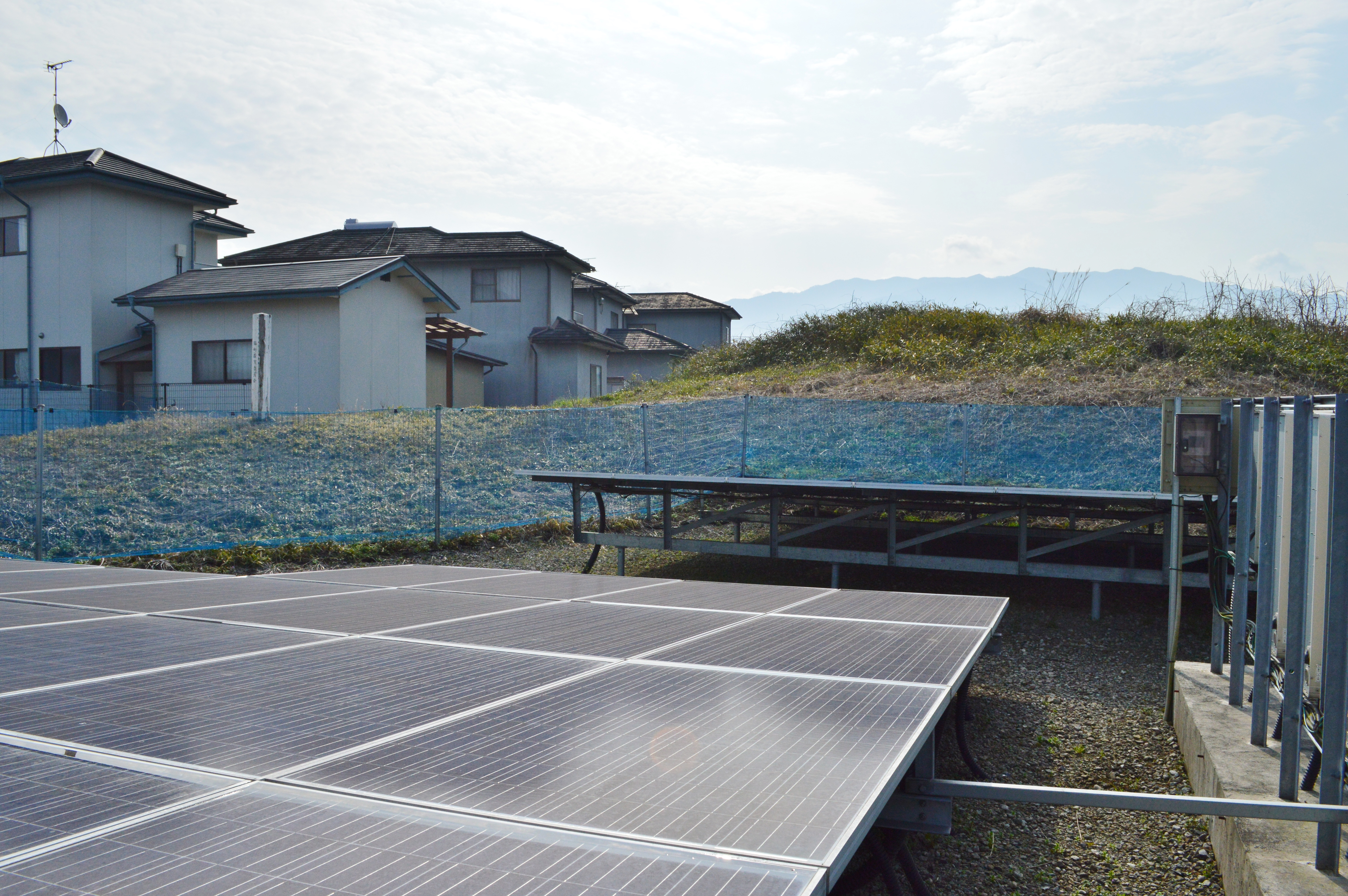
墳丘
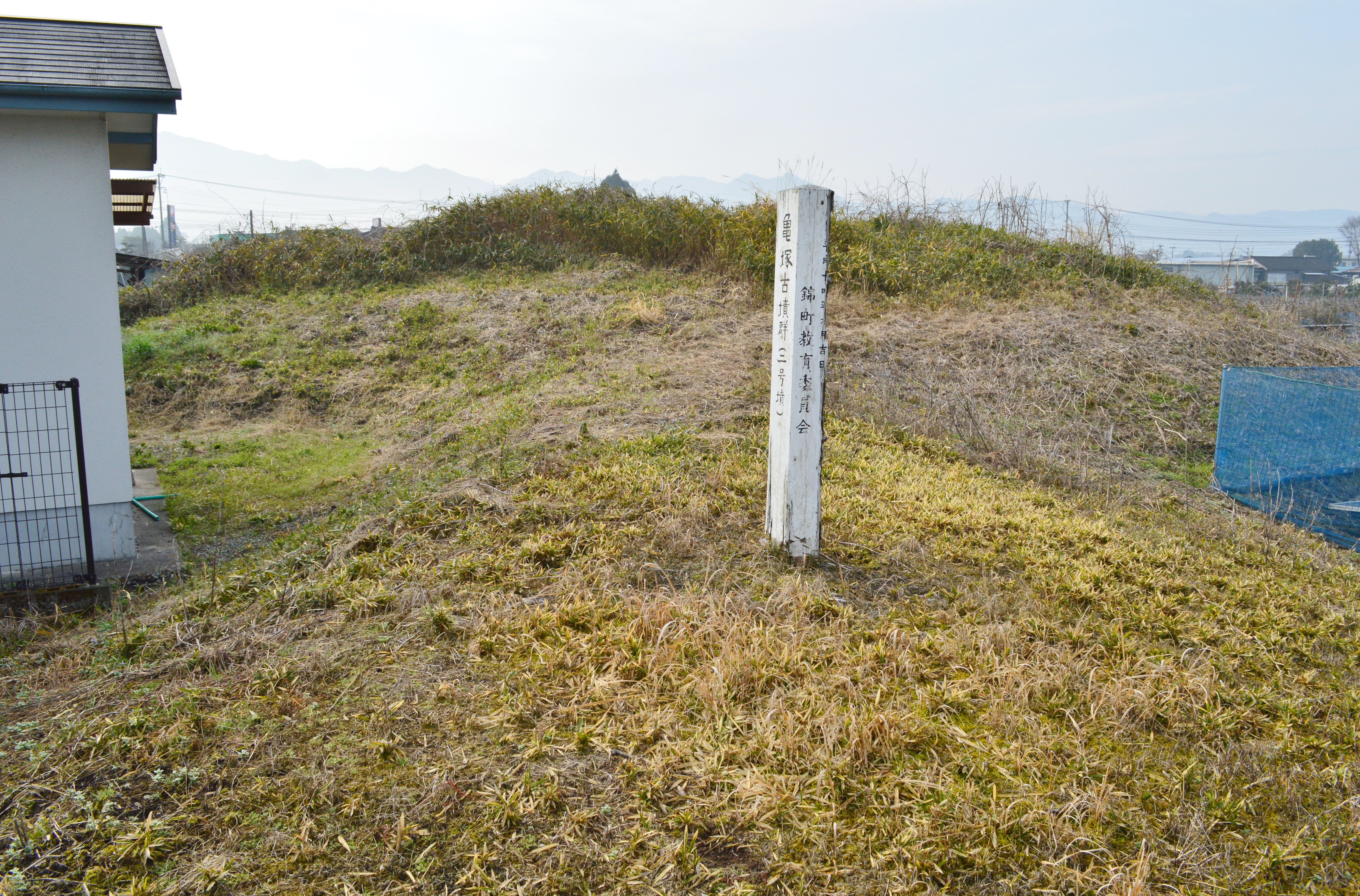
前方部から後円部を望む
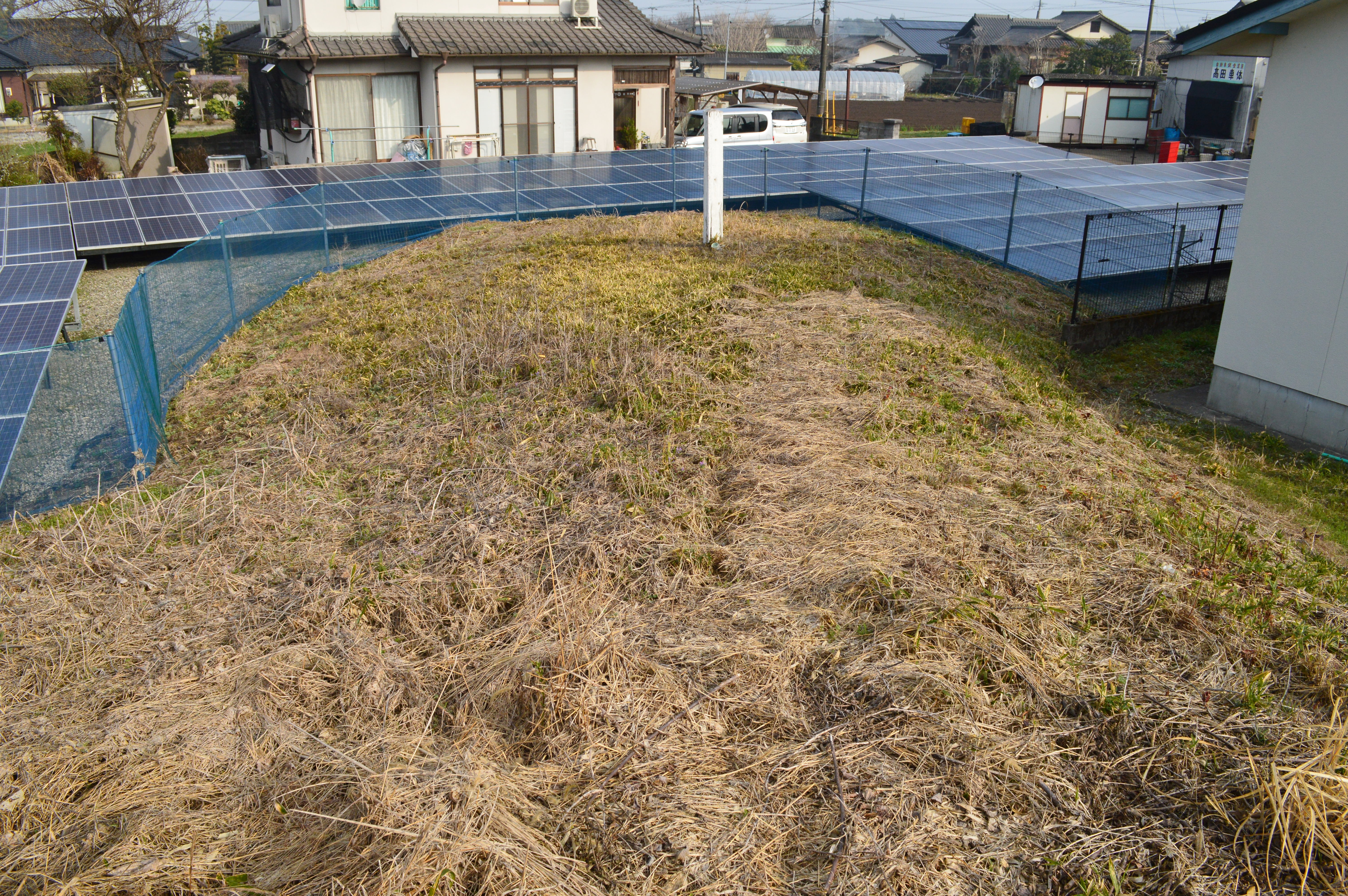
後円部から前方部を望む

3号墳
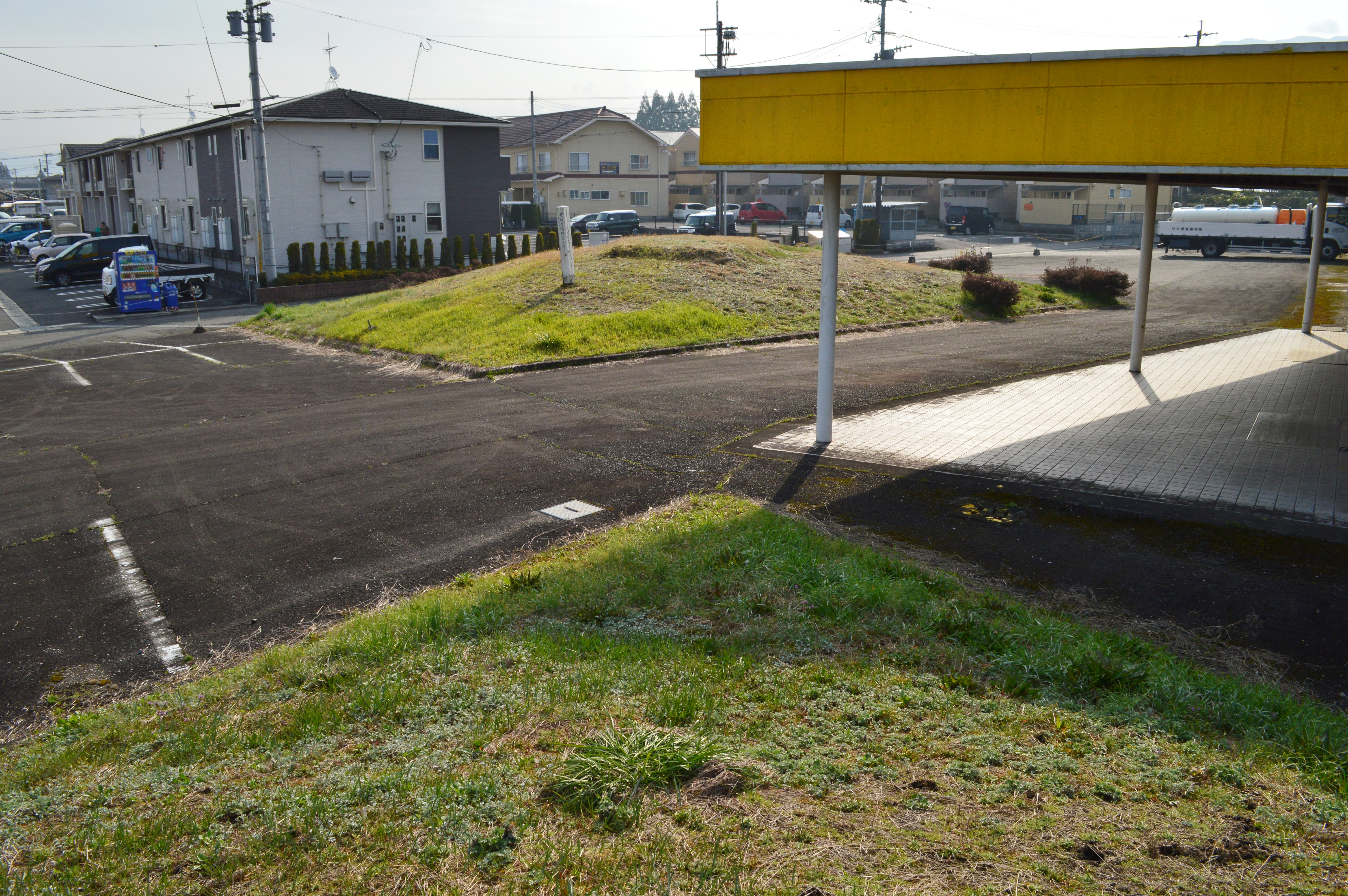
前方部から後円部を望む
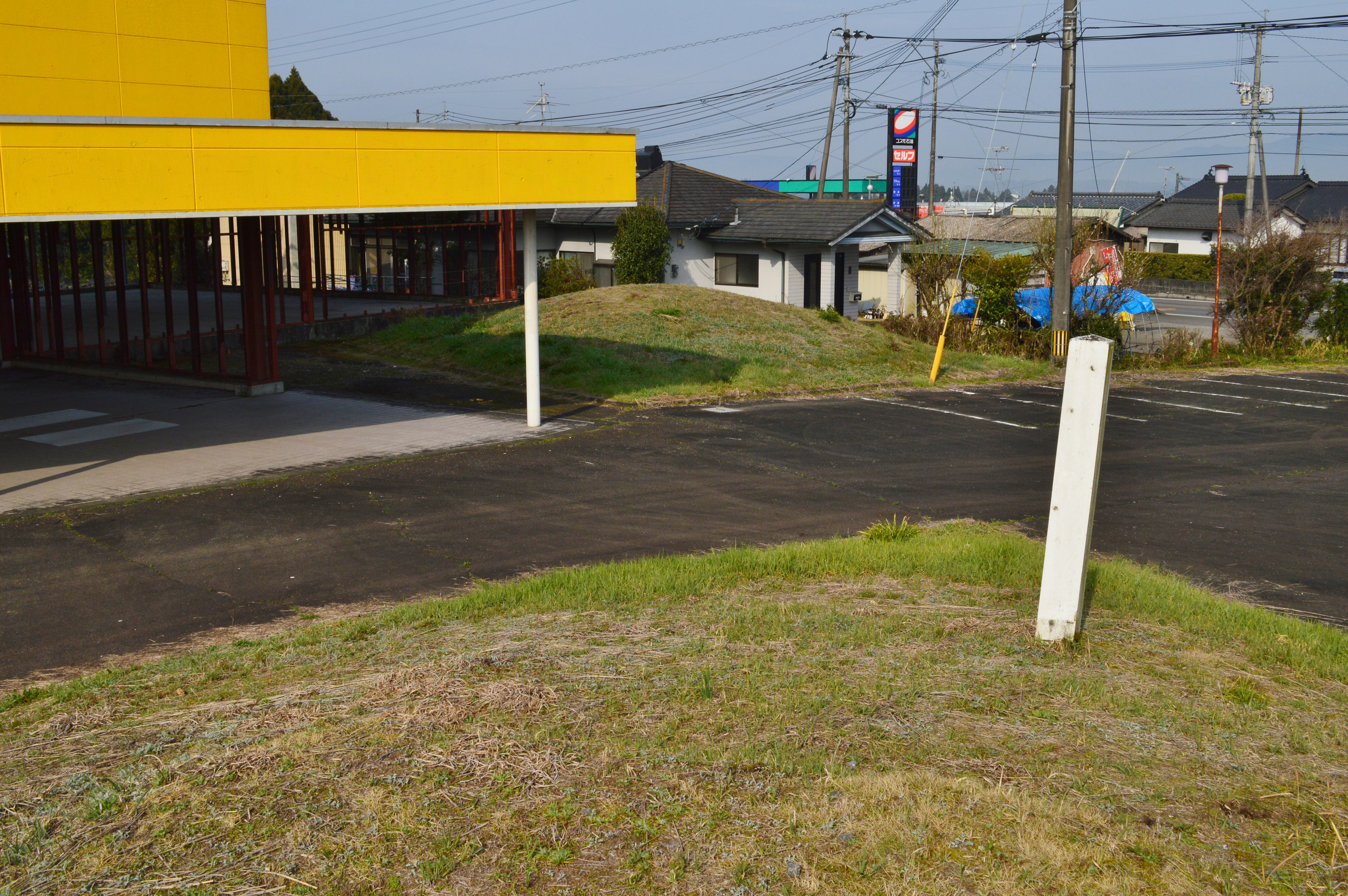
後円部から前方部を望む

1号墳
- 形状：前方後円墳

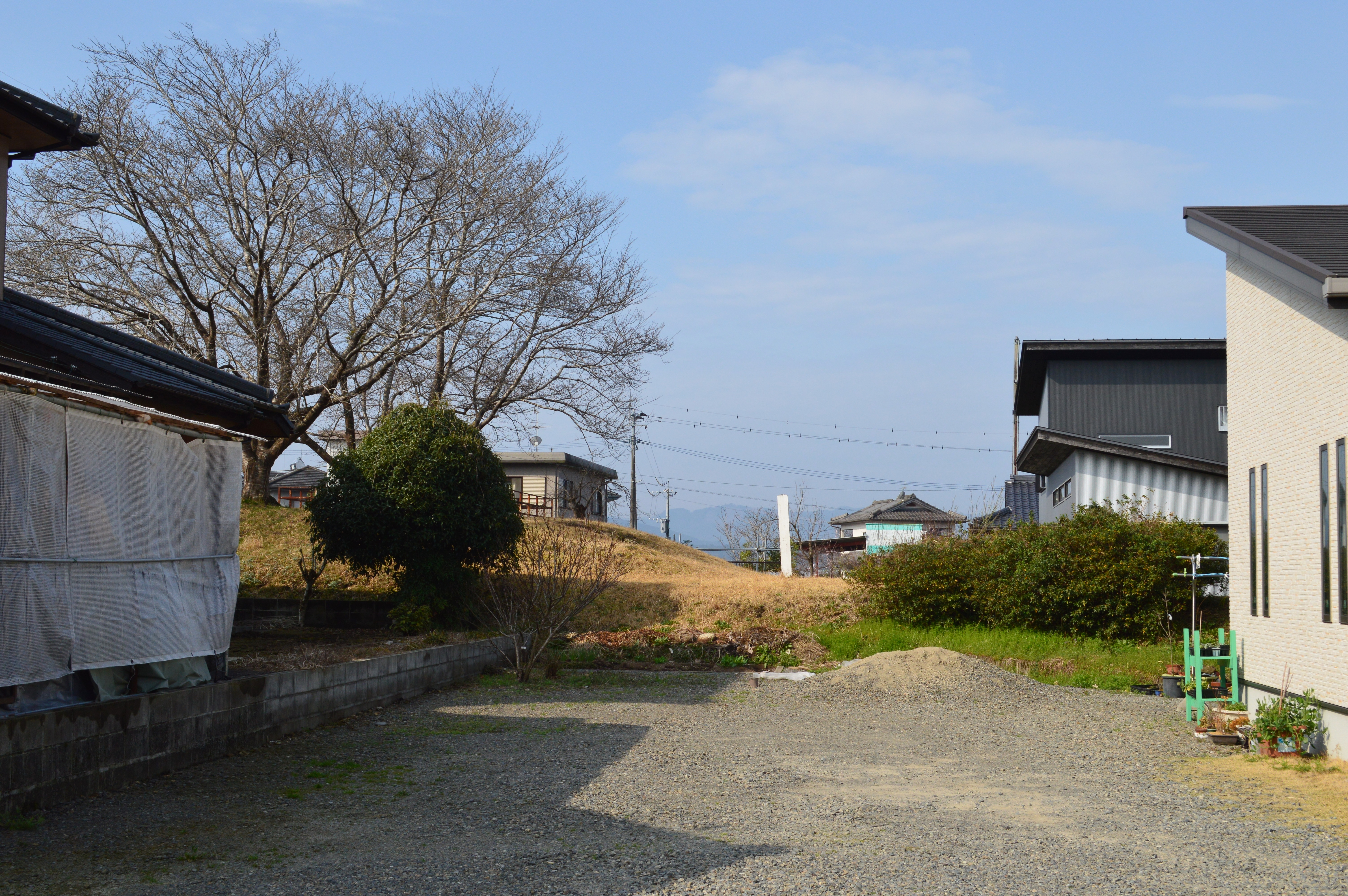
1号墳左に後円部、右に前方部。

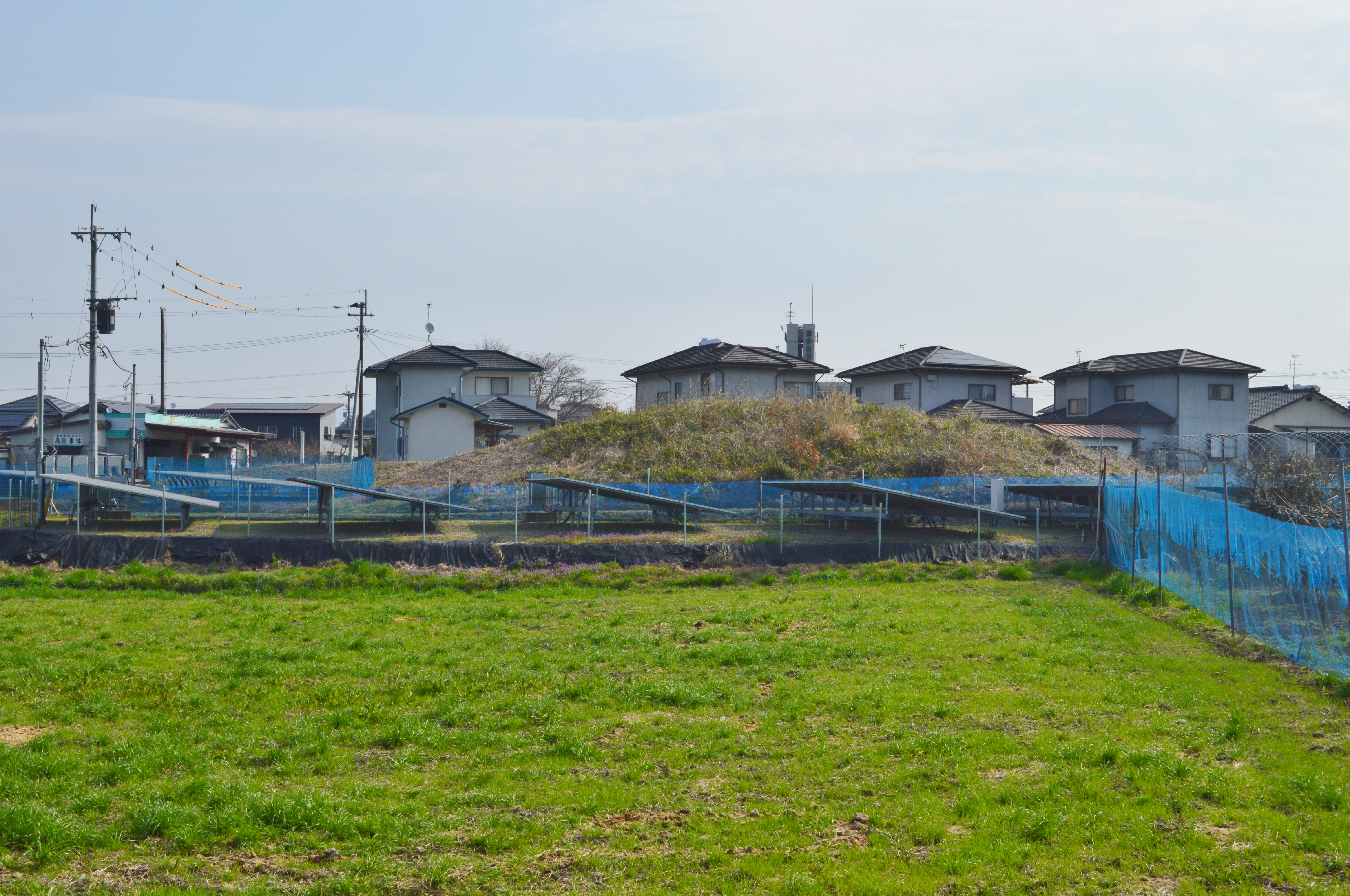
2号墳右に後円部、左に前方部。

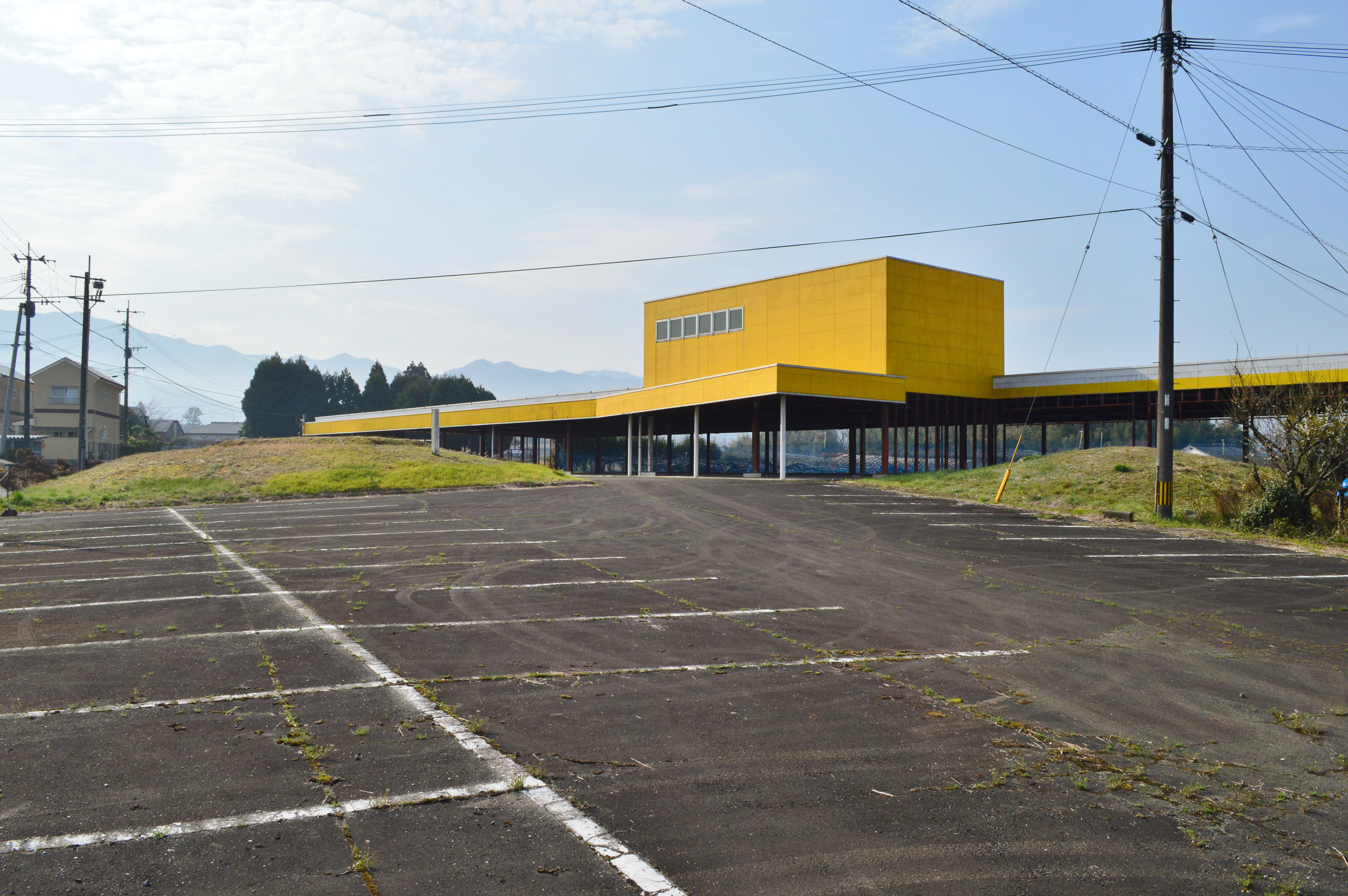
3号墳左に後円部、右に前方部。

- 規模：墳丘長約45メートル、後円部直径約23メートル

古墳群のうち北に位置する（北緯32度11分54.78秒 東経130度49分40.94秒 / 北緯32.1985500度 東経130.8280389度）。墳丘主軸を南北方向とし、前方部を北方向に向ける。出土品として直刀・鐙・土器があったと伝わる（現在は所在不明）。
2号墳
- 形状：前方後円墳
- 規模：墳丘長約45メートル、後円部直径約30メートル

古墳群のうち西に位置する（北緯32度11分52.72秒 東経130度49分38.14秒 / 北緯32.1979778度 東経130.8272611度）。墳丘主軸を南北方向とし、前方部を北方向に向ける。
3号墳
- 形状：前方後円墳
- 規模：墳丘長約50メートル、後円部直径約25メートル

古墳群のうち南に位置する（北緯32度11分48.37秒 東経130度49分44.43秒 / 北緯32.1967694度 東経130.8290083度）。墳丘主軸を東西方向とし、前方部を西方向に向ける。現在の墳丘はくびれ部で分断されている。

1号墳
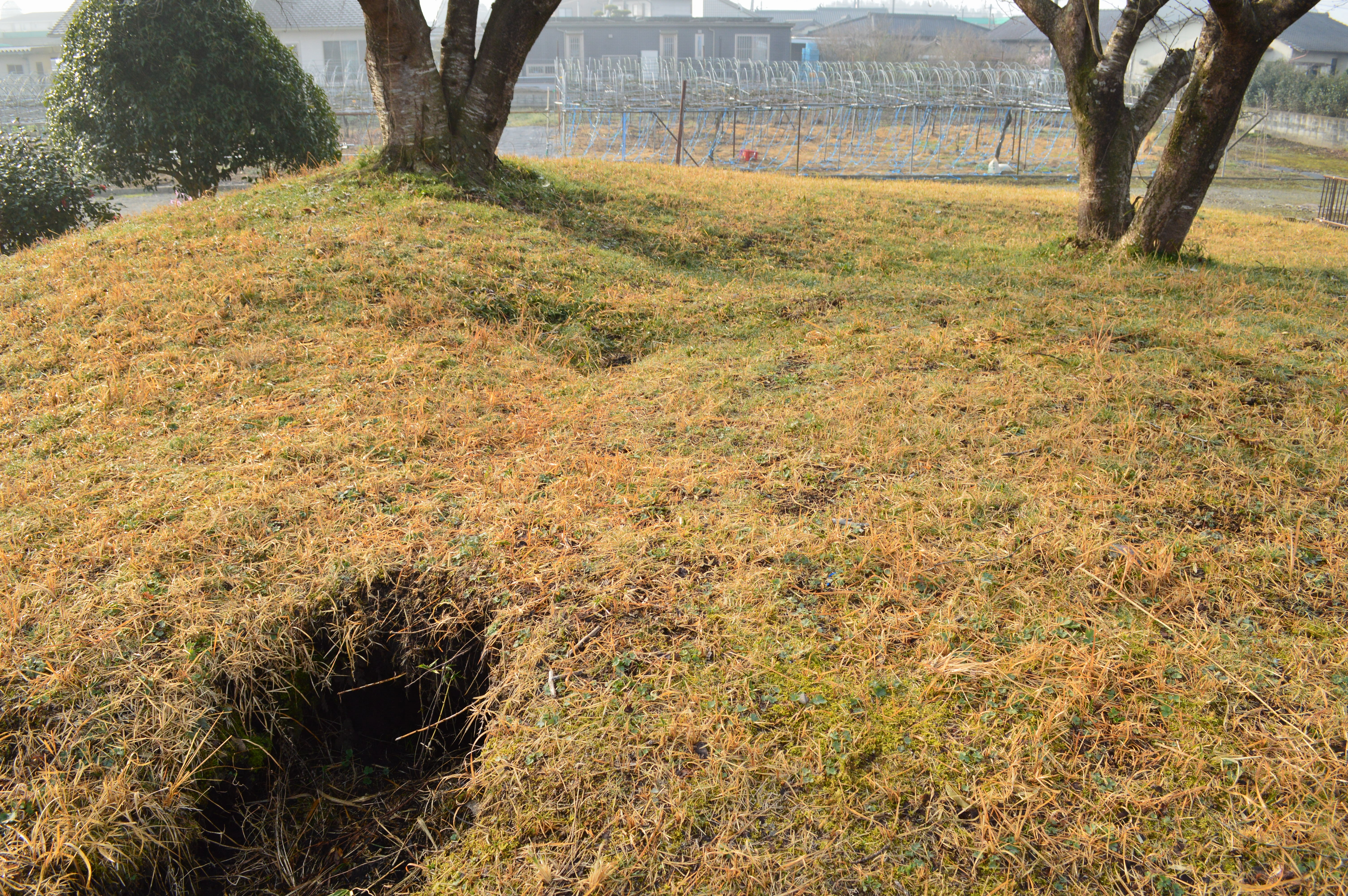
後円部墳頂
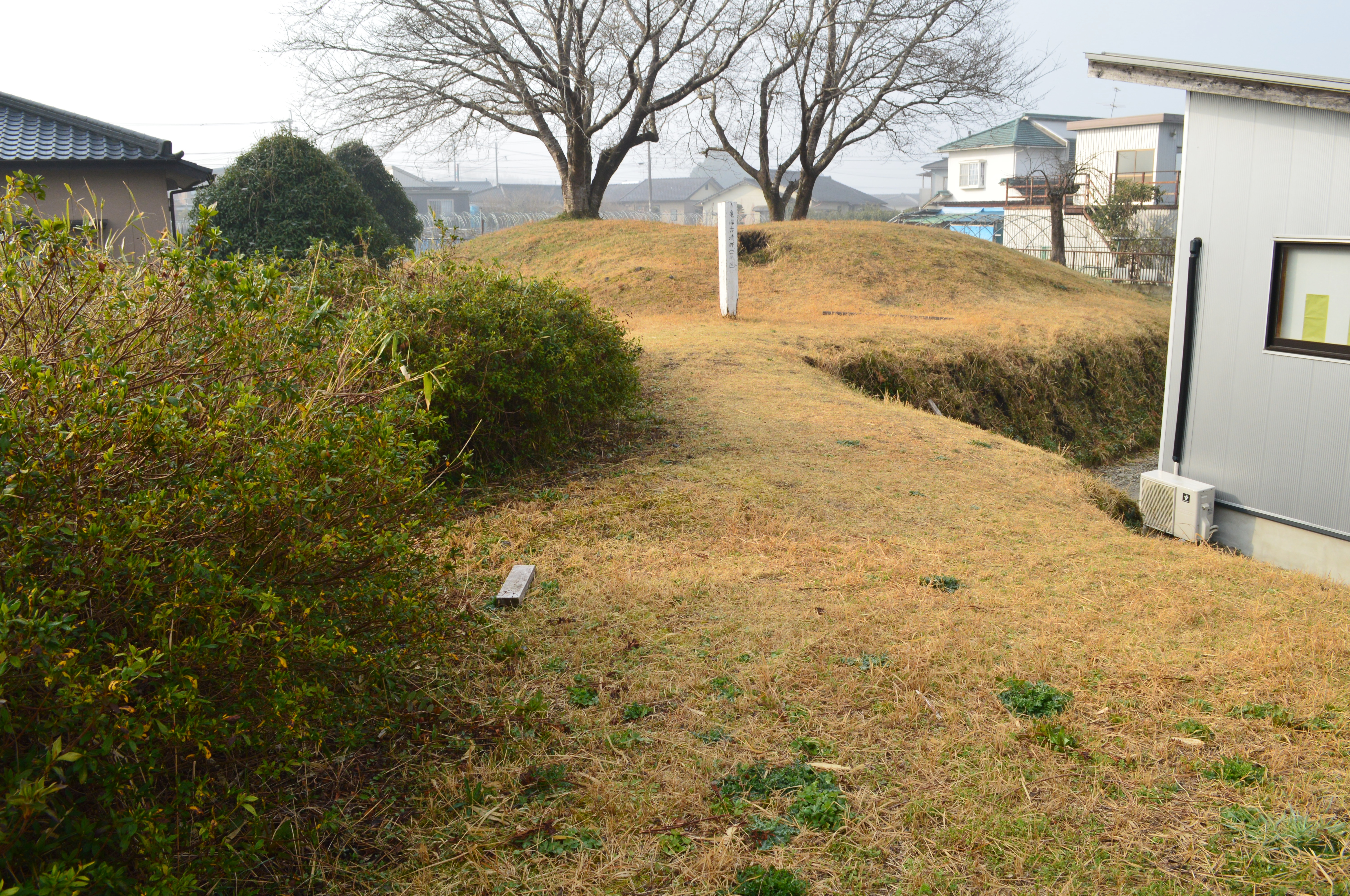
前方部から後円部を望む
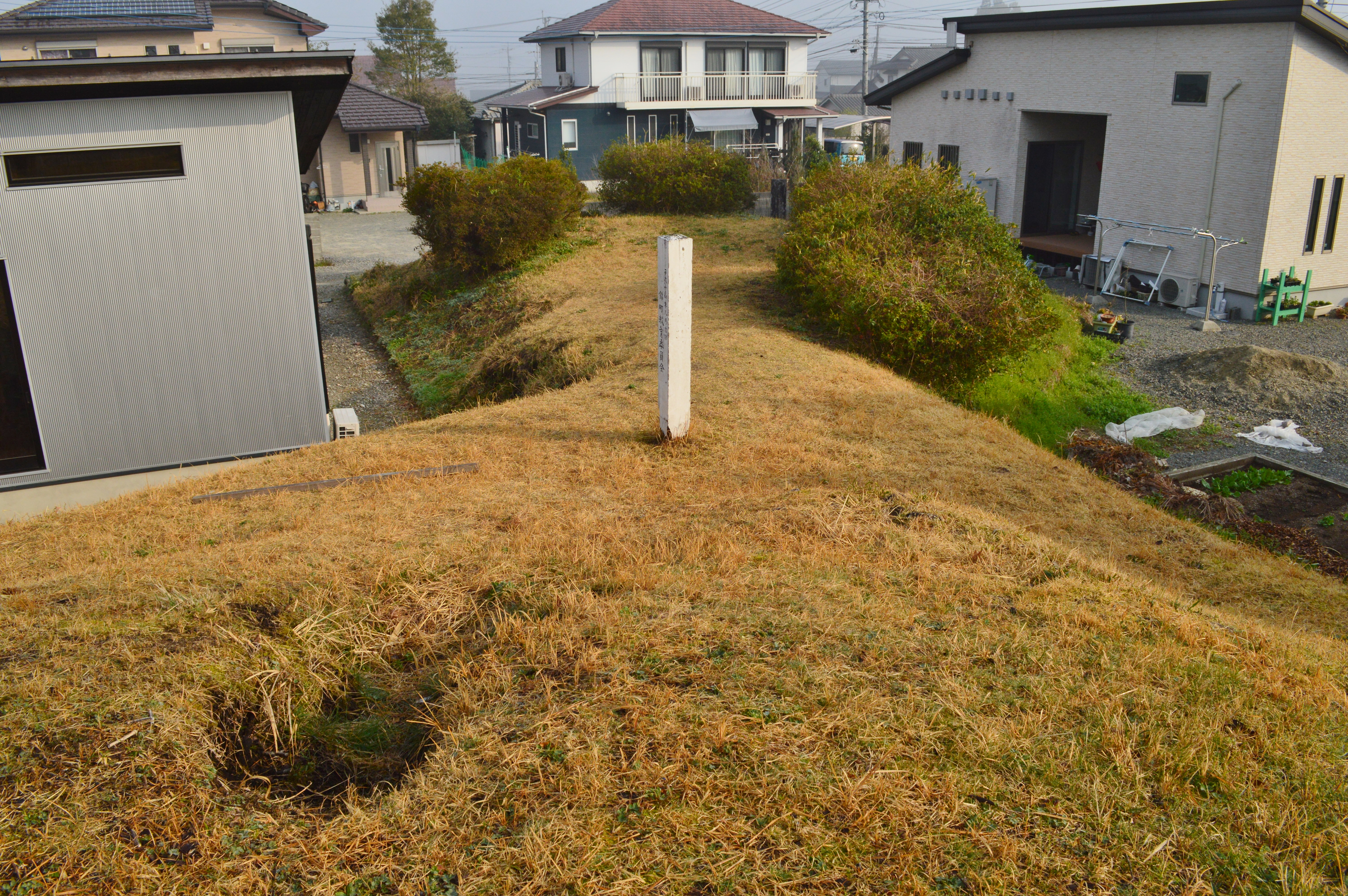
後円部から前方部を望む

- 2号墳
- 墳丘
- 前方部から後円部を望む
- 後円部から前方部を望む

- 3号墳
- 前方部から後円部を望む
- 後円部から前方部を望む

## 文化財

### 熊本県指定文化財
- 史跡
  - 亀塚古墳群1号墳 - 1976年（昭和51年）3月23日指定[4][3]。

### 錦町指定文化財
- 史跡
  - 亀塚古墳群2号墳 - 1989年（平成元年）2月10日指定[3]。